# Jahre der Zärtlichkeit – Die Geschichte geht weiter
Jahre der Zärtlichkeit – Die Geschichte geht weiter (Alternativtitel: Jahre der Zärtlichkeit; Originaltitel: The Evening Star) ist eine US-amerikanische Filmkomödie von Robert Harling aus dem Jahr 1996. Ihr Drehbuch beruht auf einem Roman von Larry McMurtry. Sie ist eine Fortsetzung der Komödie Zeit der Zärtlichkeit aus dem Jahr 1983.

## Handlung
Die Handlung spielt ungefähr 15 Jahre nach dem Krebstod von Emma Greenway Horton, der Tochter von Aurora Greenway. Emmas Kinder sind bereits erwachsen. Melanie Horton, die ein schlechtes Verhältnis zu ihrer Großmutter hat, hat eine Beziehung. Sie zieht aus dem Haus aus, kehrt aber später – von ihrem Liebhaber enttäuscht – zurück. Sie wendet sich an Patsy Carpenter, eine Freundin der verstorbenen Mutter, die ihr finanziell hilft. Aurora, die seit Jahren mit Patsy streitet, wen Emma als Erzieherin ihrer Kinder sehen wollte, wird deswegen eifersüchtig.
Tommy sitzt eine Haftstrafe ab, er wird im Gefängnis regelmäßig von Aurora besucht. Melanie geht ein Verhältnis mit dem angehenden Schauspieler Bruce ein, den sie nach Los Angeles begleitet. Die Beziehung geht in die Brüche, aber Melanie bekommt eine größere Rolle in einer Fernsehserie.
Aurora wird von ihrer Haushälterin und Freundin überredet, den Therapeuten Jerry Bruckner zu besuchen. Zuerst will sie es bei einer Sitzung belassen, dann besucht sie Bruckner immer häufiger und geht eine Affäre mit ihm ein. Sie macht Schluss, als sie merkt, wie sehr sie der Mutter Bruckners ähnlich ist.
Die Haushälterin von Aurora heiratet und stirbt etwas später, auch ein mit ihr befreundeter pensionierter General stirbt. Aurora wird von Garrett Breedlove, der früher ein Astronaut war, besucht. Sie stirbt zum Filmende.

## Kritiken
James Berardinelli schrieb auf ReelViews, der Film sei ein „Flop“ („bust“). Er versuche „zu stark“, „zu häufig“ und „zu halbherzig“, „die Tränendrüsen zu reizen“. Er sei „zu manipulativ“, was die „Flut der starken Darstellungen“ nicht ausgleichen könne. Der Film bestehe aus kaum zusammenhängenden Episoden, sein Drehbuch sei „schockierend dämlich“ („shockingly dumb“). Berardinelli kritisierte außerdem stark die Darstellungen von Shirley MacLaine, Miranda Richardson und Juliette Lewis, die eine „für sie typische eintönige Darstellung“ liefere.
TV Movie 9/1997 schrieb, der Film drücke „penetrant auf die Tränendrüse“. Die Handlung sei „unschlüssig erzählt“, der „geistlose Grinsauftritt“ von Jack Nicholson enttäusche.

„Fortsetzung eines Erfolgsfilms aus den 80er Jahren ("Zeit der Zärtlichkeit"), die in einer Mischung aus leisem Humor, Ernsthaftigkeit und Sentiment in erster Linie auf die Gefühle der Zuschauer abgestimmt ist.“

## Auszeichnungen
Marion Ross wurde im Jahr 1997 als Beste Nebendarstellerin für den Golden Globe Award nominiert. Miranda Richardson gewann im Jahr 1996 den Society of Texas Film Critics Award und wurde 1997 für den Golden Satellite Award nominiert.
Shirley MacLaine und Marion Ross sowie das Drehbuch von Robert Harling gewannen im Jahr 1997 den Lone Star Film & Television Award. Juliette Lewis gewann 1997 den Blockbuster Entertainment Award.

## Hintergrund
Der Film wurde in Los Angeles und Texas, darunter in Houston und in Galveston, gedreht. Er spielte in den Kinos der USA ca. 12,7 Millionen US-Dollar ein.